# 연기박쥐
연기박쥐(Amorphochilus schnablii)는 민발톱박쥐과에 속하는 박쥐의 일종이다. 연기박쥐속(Amorphochilus)의 유일종이다. 자연 서식지는 바위 해안 지역이다. 서식지 감소로 멸종 위협을 받고 있다. "민발톱박쥐"(thumbless bat)라는 이름으로도 알려져 있는 데, 이는 발톱이 날개 막에 부분적으로 에워싸여 숨겨지기 때문이다. 민발톱박쥐(Furipterus horrens)는 민발톱박쥐과에 속하는 나머지 종의 통용명이기도 하다.

## 분포
페루 서부와 에콰도르 서부, 푸나 섬(에콰도르) 그리고 칠레 북부에서 서식한다.

## 개체군
최대 300마리까지 집단을 형성하여 발견되기도 한다.